# Damian Dróżdż
Damian Dróżdż (ur. 20 grudnia 1996 w Częstochowie) – polski żużlowiec.
Karierę w sportach motorowych rozpoczął w szkółce Włókniarza w Częstochowie. Później, w latach 2013-2014 był zawodnikiem Kolejarza Opole. W 2015 roku startował w Sparcie Wrocław. W roku 2015 jeździł też w Starcie Gniezno, oraz w roku 2016 we Włókniarzu Częstochowa. Reprezentując barwy tego klubu wywalczył w roku 2015 trzecią pozycję w finale Brązowego Kasku, w roku 2015 został mistrzem Młodzieżowych Drużynowych Mistrzostw Polski, a w roku 2017 drugie miejsce. 13 października 2018 roku Damian Dróżdż podpisał umowę z Włókniarzem Częstochowa, gdzie rozpoczął pracę od sezonu 2019, jeżdżąc z numerami 8 i 16. Rok później znalazł się w składzie Wilków Krosno. Zajął wtedy 11. pozycję pod względem średniej biegowej w II lidze, w której pozostał w sezonie 2021. Reprezentuje obecnie RKS Kolejarz Rawicz.

## Starty w lidze polskiej
| Rok  | Liga       | Zespół      | M  | B  | I  | II | III | IV | D | U | W | Pkt  | Bon | Raz  | Śr/B  |
| ---- | ---------- | ----------- | -- | -- | -- | -- | --- | -- | - | - | - | ---- | --- | ---- | ----- |
| 2013 | II liga    | Opole       | 2  | 6  | -  | -  | 2   | 4  | - | - | - | 2,0  | -   | 2,0  | 0,333 |
| 2014 | II liga    | Opole       | 10 | 41 | 3  | 4  | 12  | 14 | 1 | 1 | 6 | 29,0 | 3   | 32,0 | 0,780 |
| 2015 | I liga     | Gniezno     | 2  | 6  | -  | 1  | 2   | 2  | - | - | 1 | 4,0  | -   | 4,0  | 0,667 |
| 2015 | Ekstraliga | Wrocław     | 4  | 10 | -  | 1  | 5   | 4  | - | - | - | 7,0  | 1   | 8,0  | 0,800 |
| 2016 | Ekstraliga | Wrocław     |    |    |    |    |     |    |   |   |   |      |     |      |       |
| 2017 | Ekstraliga | Wrocław     |    |    |    |    |     |    |   |   |   |      |     |      |       |
| 2018 | Ekstraliga | Wrocław     |    |    |    |    |     |    |   |   |   |      |     |      |       |
| 2019 | Ekstraliga | Częstochowa | -  | -  | -  | -  | -   | -  | - | - | - | -    | -   | -    | -     |
| 2020 | II liga    | Krosno      | 9  | 41 | 18 | 10 | 7   | 4  | 0 | 0 | 2 | 87,0 | 7   | 95,0 | 2,146 |